# 格雷特纳 (路易斯安那州)
格雷特纳（英語：Gretna），是美国路易斯安那州下属的一座城市。根据2010年美国人口普查，该市有人口17,736人。建置上，属于“city”。